# Fairfax Harrison
Fairfax Harrison (Nova Iorque, 13 de março de 1869 — Baltimore, 2 de fevereiro de 1938) foi um advogado, empresário e escritor americano. Filho do secretário confederado Jefferson Davis, Harrison estudou Direito na Universidade Yale e na Universidade Columbia antes de se tornar advogado da Southern Railway Company em 1896. Em 1906, ele era vice-presidente do setor ferroviário da Southern e, no ano seguinte, ajudou a garantir financiamento para manter a empresa solvente. Em 1913, foi eleito presidente da Southern, onde instituiu uma série de reformas no funcionamento da empresa.
Em 1916, sob a chefia de Harrison, o Southern havia se expandido para 8 000 milhas em 13 estados, sua maior extensão até a década de 1950. Após a entrada dos Estados Unidos na Primeira Guerra Mundial, o governo federal assumiu o controle das ferrovias em dezembro de 1917, passando-as pela Administração Ferroviária dos Estados Unidos, na qual Harrison trabalhou. Uma explosão econômica após a guerra ajudou a empresa a expandir suas operações; Harrison trabalhou para melhorar as relações públicas da ferrovia e atualizar o estoque de locomotivas, introduzindo motores mais potentes. Outra de suas preocupações era aumentar a quantidade de trilhos e ampliar a área atendida pela ferrovia. Harrison lutou para manter a ferrovia à tona durante a Grande Depressão e, em 1936, a Southern estava mais uma vez mostrando lucro. Harrison se aposentou em 1937, com a intenção de concentrar todo seu passatempo em escrever sobre assuntos históricos, entre elas sobre as raças do cavalo puro-sangue inglês, falecendo três meses mais tarde, em fevereiro de 1938.

## Primeiros anos
Filho de Burton Harrison e de Constance Cary, Harrison nasceu na cidade de Nova Iorque em 13 de março de 1869. Seu pai, Burton, trabalhava como secretário particular de Jefferson Davis, o presidente dos Estados Confederados da América durante a Guerra de Sucessão, enquanto que sua mãe, Cary, era uma romancista. O irmão de Harrison, Francis Burton Harrison, foi governador-geral de Filipinas entre 1913 a 1921. Seu outro irmão se chamava Archibald, e todos os três frequentaram a Universidade Yale. Fairfax Harrison formou-se em Yale em 1890; ele era um membro da sociedade secreta Skull and Bones. Ele passou a frequentar Universidade Columbia, concluindo o mestrado em Artes.

## Carreira no setor ferroviário

### Sucessor na Southern Railway
Harrison foi admitido na Ordem dos Advogados do Estado de Nova Iorque em 1892 e trabalhou para o escritório de advocacia Bangs, Stetson, Tracy & MacVeagh, entre 1892 a 1896. Ele então ingressou na Southern Railway Company em maio de 1896 como advogado, tornando-se assistente do presidente da empresa em 1903. Ele trabalhou como vice-presidente responsável pelas finanças e contabilidade a partir de 1906. Durante o pânico financeiro de 1907, Harrison conseguiu persuadir o JP Morgan a comprar títulos no sul para manter a empresa solvente. Após o pânico ter diminuído, Harrison foi nomeado presidente de Chicago, Indianápolis, Louisville Railway e, mais tarde, a Monon Railroad (substituiu Ira G. Rawn após a morte de Rawn), que era de propriedade conjunta da Southern e da Louisville & Nashville Railroad. William Finley, presidente da Southern Railway, morreu em 23 de novembro de 1913, e Harrison foi eleito seu sucessor oito dias depois. Além da presidência da Southern Railway, ele também foi eleito para suceder Finley em três ferrovias subsidiárias. Sua eleição foi considerada um sinal de mudança na Região Sul dos Estados Unidos, especialmente em suas ferrovias, tanto porque ele era sulista, quanto por seu ativismo em nome do sul.

### Primeiros anos como presidente
Um dos primeiros atos de Harrison como presidente foi implementar um novo programa de treinamento para a contratação de graduados universitários pela empresa. Em vez de serem colocados em funções de supervisão, eles receberam empregos regulares de nível básico nas oficinas de motores e na construção e reparo de trilhos ferroviários, para dar-lhes uma compreensão dos fundamentos do negócio ferroviário. Ele também instituiu um programa de educação corretiva para a força de trabalho regular; eles foram treinados em matemática e outras disciplinas até a conclusão do ensino médio, bem como no básico de motores e oficinas mecânicas. O programa foi projetado para ajudar a treinar novos supervisores nas habilidades necessárias para supervisionar outros trabalhadores.
Outro dos objetivos de Harrison era elevar a moral da força de trabalho e dos engenheiros das locomotivas; as tripulações foram atribuídas às mesmas locomotivas, e os engenheiros seniores foram autorizados a pintar seus nomes em seus motores. Quando os negócios declinaram em 1914, Harrison reduziu seu salário em 20 por cento, mas introduziu cortes menores e graduais para outros funcionários, com as menores porcentagens nas escalas salariais mais baixas. Outros esforços para melhorar a moral incluíram recompensas pela eficiência de combustível e a melhoria da segurança, entre elas, uma investigação mais rigorosa de acidentes.
Harrison supervisionou as mudanças no Conselho de Administração da ferrovia. Até 1915, a maioria dos membros do conselho eram da Região Norte dos Estados Unidos, mas, depois de 1915, a maioria dos membros do conselho eram sulistas. Em 1914, houve duas nomeações inusitadas para o conselho: Edwin Alderman e John Kilgo. Alderman era o presidente da Universidade da Virgínia e Kilgo era um bispo da Igreja Metodista Episcopal.
Harrison criou um departamento de comércio internacional para a ferrovia, na esperança de aproveitar a capacidade da ferrovia de se conectar ao Vale do Rio Mississippi e aos portos do Atlântico e do Golfo do México. Em 1915, quando a ferrovia perdeu 12 por cento de sua receita devido a interrupções no comércio causadas pelo início da Primeira Guerra Mundial, Harrison estava preocupado com as mudanças de longo prazo em andamento. No relatório anual daquele ano, ele alertou os acionistas de que a propriedade de automóveis poderia afetar severamente as receitas de passageiros da ferrovia. Suas palavras provaram ser proféticas, pois os automóveis acabaram resultando no desaparecimento da maior parte do tráfego de trens de passageiros.

### Primeira Guerra Mundial

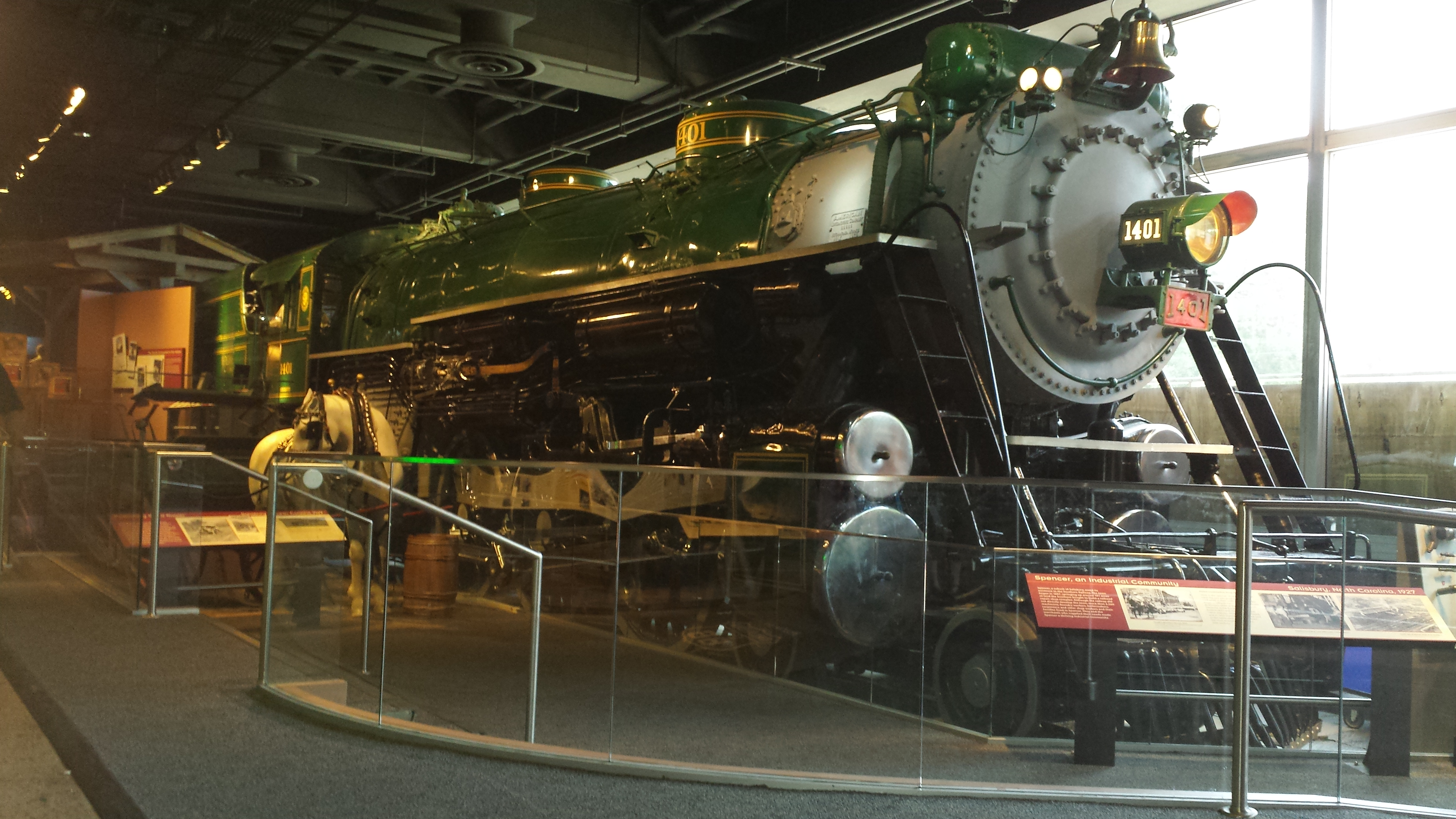
Uma locomotiva Southern Railway Ps-4, Heavy Pacific, pintada nas distintas cores verde e dourada no qual Harrison apresentou

Entre 1913 a 1919, Harrison supervisionou a extensão da via dupla na linha principal da ferrovia entre Washington, DC e Atlanta, Geórgia. O projeto foi prejudicado pelo contexto da guerra, mas acabou cobrindo as 638 mi (1,027 km) de distância entre as duas cidades. Em 1916, Harrison adquiriu uma linha férrea que ia de Meridian, Mississippi a Nova Orleans, Louisiana. Isso elevou o total de trilhos da Southern Railway para mais de 8 000 mi/km, cobrindo 13 estados, sendo a maior expansão até a década de 1950. Depois que os Estados Unidos entraram na Primeira Guerra Mundial em abril de 1917, alguns campos de treinamento militar foram localizados na Região Sul e grande parte do material de construção usado para construí-los foi transportado pela Southern Railway. Harrison foi eleito presidente de um comitê coordenador de presidentes de ferrovias, conhecido como War Board. Seus cinco membros foram encarregados de eliminar gargalos e promover a cooperação entre as várias ferrovias.
Os esforços do conselho não atenderam às expectativas do governo; em dezembro de 1917, Woodrow Wilson, o presidente dos Estados Unidos, ordenou que o governo federal assumisse o controle das ferrovias, criando uma Administração Ferroviária dos Estados Unidos (abreviado do inglês: USRA) para administrá-las. Harrison trabalhou para a USRA durante a guerra e, de acordo com as normas da empresa, foi obrigado a deixar o cargo de presidente da Southern Railway. Quando a USRA retornou ao controle da Southern em março de 1920, seu tesouro estava vazio. Alguns anos de operação devolveram um superávit à empresa, o que levou os acionistas a solicitarem em 1923 que a ferrovia pagasse um dividendo aos detentores de ações ordinárias, algo que a Southern nunca havia feito. Harrison conseguiu bloquear o pedido, mas em março de 1924, uma demanda posterior foi bem sucedida, e um dividendo de 5 dólares foi declarado por ação. Isso foi aumentando para 7 dólares por ação em 1926, e 8 dólares em 1928.

### Década de 1920

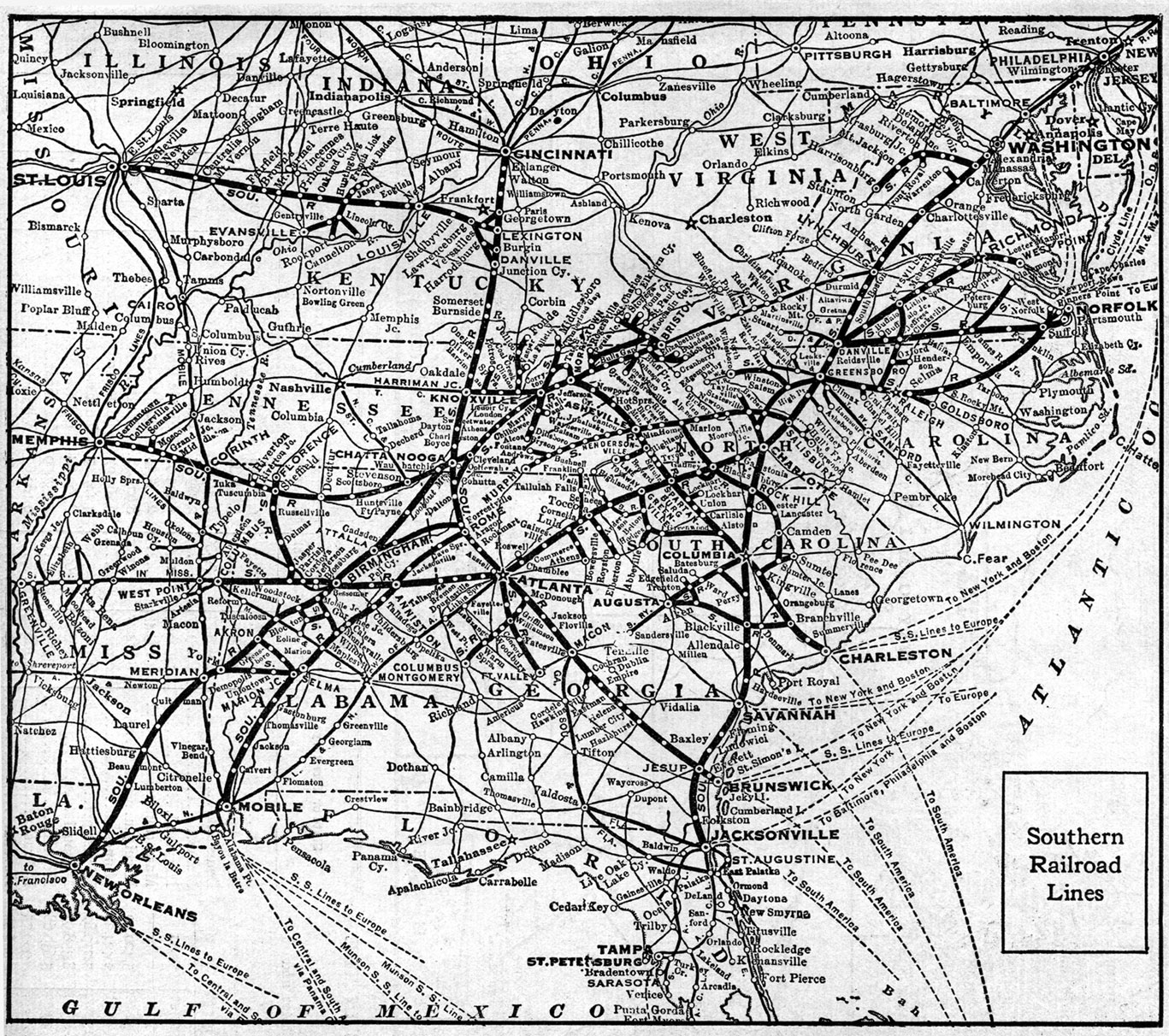
Mapa das rotas da Southern Railways em 1921, mostrado como linhas em negrito

Uma explosão econômica na Região Sul após o fim da Primeira Guerra Mundial aumentou muito as receitas sulistas. Harrison passou muito tempo viajando pelo sul dos Estados Unidos, tentando aumentar a indústria do sul. Quando viajava, usava dois vagões particulares, chamados Carolina e Virginia. Outros presidentes de ferrovias usaram apenas um, o que tornou a prática de Harrison única. O Carolina era um vagão-cama e o Virginia foi montado para atender os membros do Conselho de Administração, com cozinha, refeitório e área de observação.
Harrison tentou aumentar o poder das locomotivas do sul. Em 1923, engenheiros sob sua direção criaram os planos para a classe P-4 de locomotivas do tipo Pacific, que se tornou famosa e símbolo da Southern Railway. Em uma visita à Inglaterra, Harrison tinha visto o esquema de pintura usado pela London and North Eastern Railway, que usava motores pintados de verde-maçã. Voltando para casa em 1925, ele ordenou que os Pacifics recém-entregues fossem pintados de verde floresta, que ele chamou de Virgínia, com letras douradas e detalhes prateados. Esses motores puxavam os trens de passageiros recém-reformados nos quais Harrison havia começado a trabalhar antes da guerra. Ele também instituiu novas linhas de passageiros. Em 1921, o Suwannee River Special começou a circular entre Chicago, Detroit e Cleveland, até Tampa e São Petersburgo, na Flórida. O Crescent Limited começou a operar em 1925 entre Nova Orleães e Nova Iorque, com horário programado para a viagem de ida de 37 horas e 50 minutos.

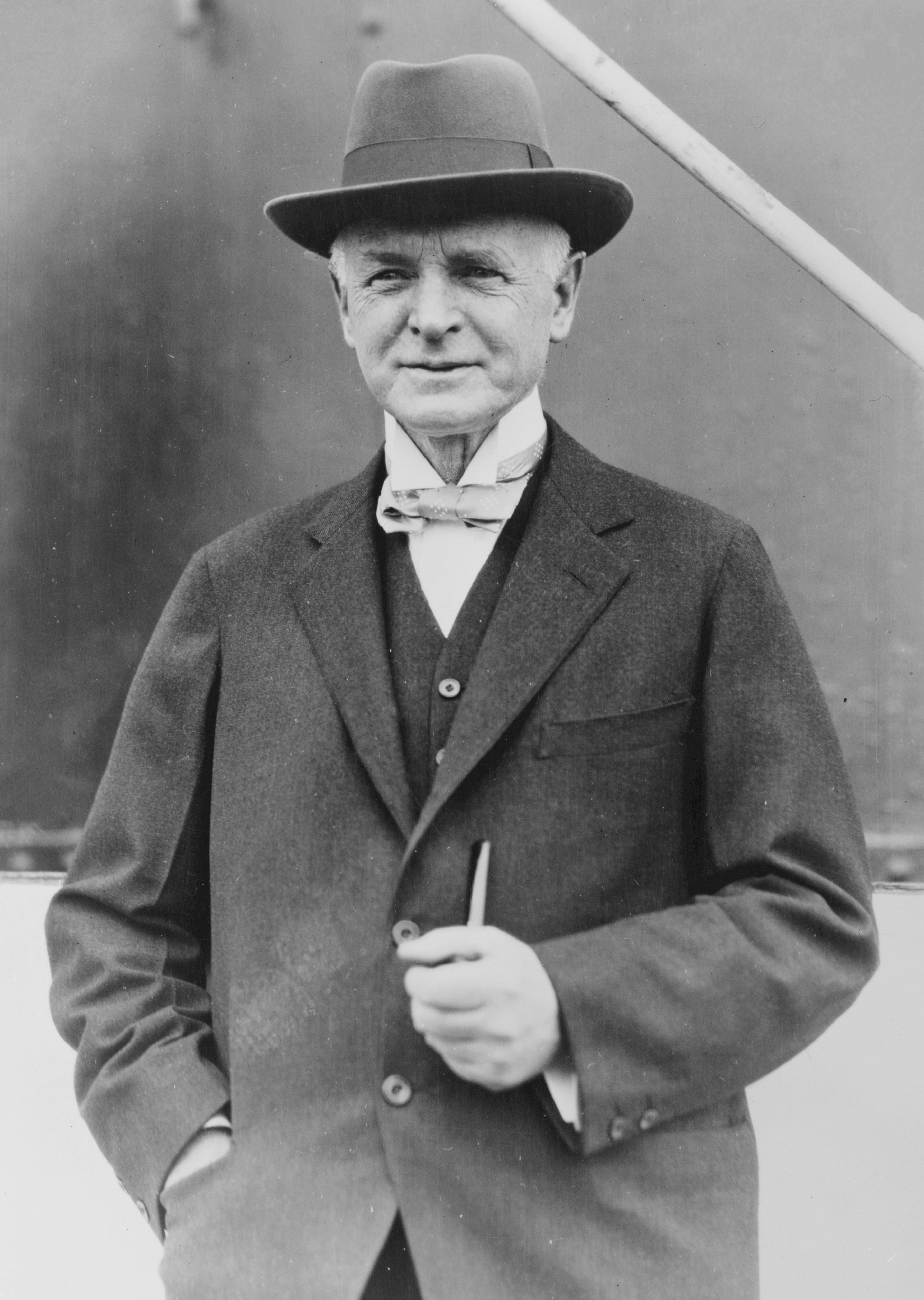
Harrison em 1927

Harrison manteve as boas relações públicas e de publicidade com seus antecessores; em 1924 foi lançada uma campanha publicitária com o slogan "O Sul Serve o Sul" (em inglês: The Southern Serve the South), que logo se tornou conhecido. Harrison também passou longas horas em negociações para garantir os fundamentos legais da ferrovia, consolidando a dívida da ferrovia e adquirindo o controle majoritário de algumas das linhas menores que compunham a ferrovia.
Em 1926, o governo dos Estados Unidos forçou a ferrovia a se mudar de sua sede na Avenida Pensilvânia, em Washington, D.C. Embora Harrison tenha ameaçado levar a sede da empresa para Atlanta, no final, um novo prédio da sede foi construído na McPherson Square. Harrison instalou uma entrada privativa no saguão que leva a um elevador privativo para o 10.º e 11.º andares. A ferrovia passou a ocupar o prédio em meados de 1929.
Durante esses anos, Harrison exibiu uma série de peculiaridades de personalidade que se tornaram lendárias. Um deles era seu hábito de chamar subordinados para jantar com ele numa sala de jantar executiva, enviando-lhes um blue chip (ficha de pôquer) contendo a principal pauta de conversa da refeição. Geralmente as pautas eram intelectuais e não relacionadas com o funcionamento da ferrovia. Outra estranheza foi sua recusa em usar seu passe de trem, que lhe dava direito a viagens gratuitas. Em vez disso, ele pagou pessoalmente pelo trajeto entre sua casa e os escritórios da ferrovia.

### Grande Depressão
Antes da Grande Depressão de 1929, as ações da Southern eram vendidas por cerca de 146 dólares, com uma alta histórica de pouco mais de 151 dólares. Em 1932, a ação atingiu um mínimo de 2,5 dólares. Em 1929, o tráfego de carga da Southern que valia 8,4 bilhões de toneladas-milhas, caiu para 4,4 bilhões em 1932. A dívida da Southern aumentou e a empresa quase entrou em falência em 1932. Harrison ordenou que o pagamento de dividendos fosse interrompido em 1932, e muitos funcionários sofreram cortes salariais. Esforços adicionais incluíram uma verificação completa das despesas, com todos os itens sujeitos a escrutínio para ver o que poderia ser eliminado. Em 1936, a ferrovia voltou a dar lucro; isso marcou o ponto de virada para a empresa ao lidar com a crise financeira nos Estados Unidos.
Harrison optou por não ser reconduzido como presidente em 1937 e escolheu Ernest Norris como seu sucessor. Harrison, que tinha 68 anos na época, planejava se concentrar com seu passatempo em escrever obras históricas, mas morreu três meses após sua aposentadoria.

## Carreira na literatura
Harrison também era escritor, então ele gostava muito de escrever sobre temas de seu interesse. Entre seus trabalhos como escritor, ele optava por traduzir obras agrícolas do antigo escritor romano Catão, o Velho e vários livros sobre a história local da Virgínia, entre elas The Landmarks of Old Prince William, Devon Carys, Proprietors of the Northern Neck e Virginia Carys. Ele também escreveu sobre o início da história da raça de cavalo puro-sangue inglês; ou seja, obras como The Belair Stud, The Roanoke Stud, The Background of the American Stud Book, The Equine FFV's, e Early American Turf Stock. O último saiu em dois volumes, o primeiro sobre éguas em 1934, e o segundo sobre garanhões em 1935 Peter Willet, um futuro escritor sobre cavalos da raça puro-sangue, descreveu-o como um "pesquisador incansável em pedigrees americanos". Harrison também trabalhou no Comitê Executivo da Sociedade Histórica da Virgínia, e foi fundamental na preparação do Índice Histórico da Virgínia de 120 volumes.
Em relação a história romana, Harrison traduziu para o inglês uma obra do filósofo Marco Terêncio Varrão que afirma que a civilização micênica teria utilizado o concreto primeiro do que os romanos, cartaginenses e macedônios. Inicialmente, Harrison afirmou que quando o cimento Portland foi produzido pela primeira vez na América com intuito de desenvolver a produção de concreto, os engenheiros começaram trabalhando com pedra quebrada e areia, até que, posteriormente, descobriu-se que o uso do cascalho natural trouxe resultados, sendo intitulado como "concreto de cascalho". No entanto, a alegação de Harrison só foi embasada quando um homem de negócios de Chicago que visitou o sítio arqueológico de Micenas, na Grécia, trouxe para casa um pouco deste material das escavações do arqueólogo Heinrich Schliemann da antiga alvenaria e, após ser questionado por um amigo sobre o local do concreto de cascalho, respondeu: "ele saiu do túmulo de Agamemnon".
Autor do livro Landmarks of Old Prince William, ao escrever sobre alguns pontos importantes sobre a história de Virgínia, Harrison definiu o cidadão Robert Howson como um marinheiro, e intitulou como "capitão do mar galês" do Condado de Arlington. Para contextualizar o acontecimento, Harrison detalhou que, naquela época, muitas pessoas traziam imigrantes para o estado com intuito de ganhar 50 acres de terra por cada pessoa, e que Howson teria transportado várias pessoas para o local para garantir a maior quantidade de terras e, posteriormente, investir na venda de tabaco, uma vez que era a principal economia cultural de Virgínia. No entanto, a patente das terras em Arlington-Alexandria durou apenas um mês, pois Howson vendeu para John Alexander por seis mil quilos de tabaco em barril. Harrison alegou que Howson teria optado pelo investimento em tabaco em vez de colônias porque seria incomum para um capitão de navio ser responsável pela patente das terras, embora ele tenha trazido diversas pessoas para Virgínia por interesses econômicos. A caracterização de Howson como "capitão do mar" foi repetida por autores posteriores, mas é contradita por informações adicionais descobertas mais tarde.
Ao dedicar grande parte de sua vida no estudo de equinos, Harrison identificou que apenas três das 35 éguas são consideradas "pedra angular" nos Estados Unidos, ou seja, que possuem origens norte-americanas, se comparado com cavalos vindo de países árabes. Além disso, Harrison listou 34 cavalos e 15 éguas que foram trazidas para as colônias americanas antes da Revolução Industrial.

## Vida pessoal, morte e legado

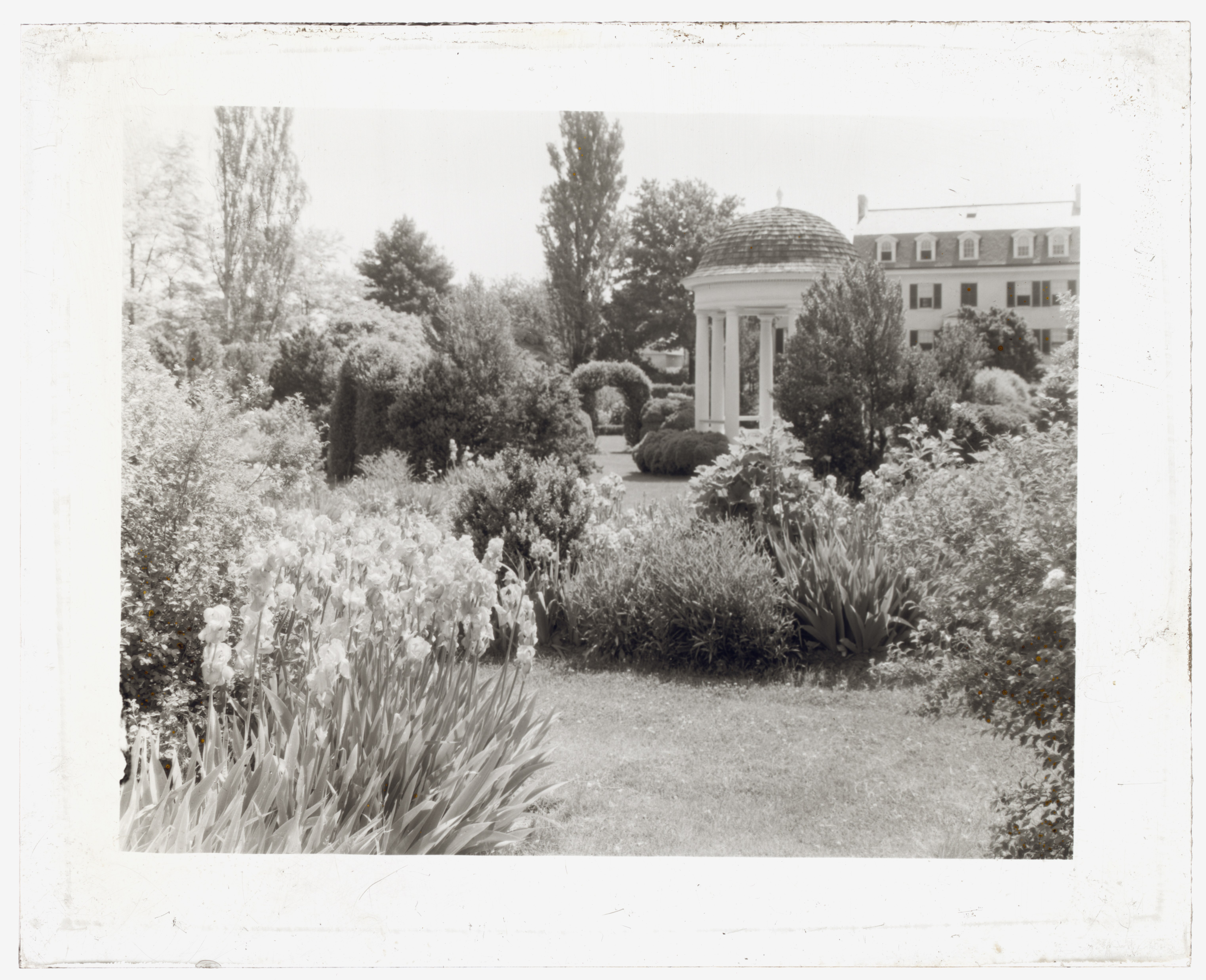
Fotografia de 1928 de Belvoir House, na casa de Fairfax Harrison

Harrison casou-se com Hetty Cary em 1894. Eles tiveram quatro filhos: três filhas, que se chamavam Ursula, Constance e Sally; e um filho chamado Richard. Ele era membro da Igreja Episcopal dos Estados Unidos. Harrison foi definido como "fisicamente imponente" e grisalho na meia-idade. Harry DeButts, um funcionário, descreveu como alguém "um pouco sério quando você o conhece, mas por dentro ele era um homem muito incrível, admirável, capaz e sábio". Ele morreu em 2 de fevereiro de 1938, de doença cardíaca, e foi enterrado no cemitério de Ivy Hill em Alexandria, Virgínia. No dia seguinte à morte de Harrison, o jornal The New York Times publicou seu obituário, mas em vez de uma fotografia de Harrison, a foto que acompanhava o obituário era de John Jeremiah Pelley, o presidente da Association of American Railroads, que ainda estava vivo.
A Faculdade de William e Mary, na Virgínia, ainda contém alguns de seus trabalhos. Uma seleção de suas cartas foi publicada em 1944 sob o título A Selection of the Letters of Fairfax Harrison. A biblioteca da Universidade da Virgínia tem emprestado outra coleção de papéis de Harrison. Materiais e arquivos de negócios de seu tempo como presidente da Southern Railway são mantidos pela Southern Railway Historical Society em sua coleção de arquivos do presidente. Eles foram emprestados ao Southern Museum of Civil War and Locomotive History em 2003 e ainda estavam lá em 2008.